# Dzierżanów (województwo wielkopolskie)
Dzierżanów – wieś w Polsce położona w województwie wielkopolskim, w powiecie krotoszyńskim, w gminie Krotoszyn.
W okresie Wielkiego Księstwa Poznańskiego (1815-1848) miejscowość należała do większych wsi w ówczesnym pruskim powiecie Krotoszyn w rejencji poznańskiej. Dzierżanów należał do okręgu kobylińskiego tego powiatu i stanowił odrębny majątek, którego właścicielem był wówczas Stanisław Karczewski. Według spisu urzędowego z 1837 roku wieś liczyła 202 mieszkańców, którzy zamieszkiwali 28 domostw.
W latach 1975–1998 miejscowość administracyjnie należała do województwa kaliskiego.
Katoliccy mieszkańcy Dzierżanowa należą do parafii pw. Świętej Trójcy w Lutogniewie.